# Бендецкий, Александр Григорьевич
Александр Григорьевич Бендецкий (16 января 1911 года, г. Золотоноше, Полтавская область, Украинская ССР — 1 мая 1943 года) — русский советский писатель, участник Великой Отечественной войны. Член Союза писателей СССР (1940).

## Биография
Александр Григорьевич Бендецкий родился 16 января 1911 года в г. Золотоноше Полтавской области Украинской ССР, в семье кустаря. Учился в семилетней школе г. Золотоноше. По окончании учёбы уехал на работу в г. Ташкент. Там он учился и работал в разных местах: учеником на кожзаводе, счетоводом — в хлопкотресте, экономистом — в правлении артели химчистки.
В 1932 году Бендецкий А. Г. уехал жить в Казань. До 1934 года он работал экономистом в Татарской областной конторе Всесоюзного объединения по торговле с иностранцами (Торгсина), с 1939 года — в плановом отделе Татгосиздата. Одновременно, без отрыва от производства, он учился на рабфаке. В последующем Бендецкий А. поступил учиться в Казанский институт инженеров коммунального строительства, с третьего курса он перевелся на вечернее отделение Казанского государственного педагогического института.
В 1939 году А. Бендецкий устроился на работу артистом Татгосфилармонии. В 1940 году вступил в Союз писателей СССР, в 1942 году — в партию.
С началом Великой Отечественной войны в составе бригады артистов был командирован Управлением по делам искусств при Совете Министров ТАССР на обслуживание воинских частей. С 1942 года в составе бригады выступал в Костромском батальоне выздоравливающих, в воинских частях и госпиталях Ивановского гарнизона.
1 мая 1943 года на одном из участков фронта Александр Бендецкий был тяжело ранен. Скончался в госпитале. В мае 1943 года семья писателя получила письмо с фронта: «1 мая в 21.00 1943 года нас постигла тяжёлая утрата: Александр Григорьевич Бендецкий, находясь на боевом участке фронта, погиб. 29 апреля под руководством А. Г. Бендецкого наш ансамбль дал концерт для личного состава. Саша исполнил шесть номеров с огромным успехом. Он должен был выступить и первого мая в семь часов вечера, но в четыре часа дня осколком вражеского снаряда был тяжело ранен. В девять вечера скончался в госпитале».

## Творчество
Александр Григорьевич Бендецкий является автором многих стихотворений, рассказов и очерков. Его стихотворения: «Хлеб с солью», «Дружинница», «Партизанский отряд», «Девушка» и «Звезды» и другие вышли в свет в коллективных сборниках «Родина» (1940), «Кровь за кровь» (1942), в газете «Советская Татария».
В 1940 году его детские произведения были напечатаны отдельной книгой — «На границе». Творчеством писателя интересовались татарские поэты Муса Джалиль и Адель Кутуй. А. Бендецкий также изучал творчество татарских поэтов, занимался переводами их произведений на русский язык. Им были переведены на русский произведения Г. Тукая: «Шурале», «Сенной базар, или Новый Кисекбаш» («Печән базары, яхуд Яңа Кисекбаш»), «Родной аул» («Туган авыл»), А. Алиша — «Мамины сказки» («Әнием әкиятләре»), стихотворения поэтов С. Хакима, А. Кутуя, Н. Давли.
Александр Григорьевич Бендецкий совместно с татарским писателем А. Кутуем переводил пьесу татарского драматурга Т. Гиззата (1895—1955) «Потоки». В 1940 году он занимался редактированием на русском языке сборника стихотворений поэта Г. Тукая. Последним произведением, переведённым им на русский язык стала пьеса для детей драматурга Ш. Зайни по мотивам сказок Г. Тукая «Леший» («Шүрәле»).
В 1939—1941 годах в Татарской АССР были изданы четыре книги Бендецкого (изд. Таткнигоиздат).

## Произведения
- Ёлка: рассказ для млад. возраста.-Казань: Таткнигоиздат, 1939.- 8 с.
- На границе: рассказ.- Казань: Таткнигоиздат, 1940.- 19 с.
- Азбука Великой Отечественной войны: стихи.- Казань: Таткнигоиздат, 1941.- 31 с.
- За честь родной страны: стихи и песни.- Казань: Таткнигоиздат, 1941.- 62 с.